# Битка код Шентпетра (1573)
Битка код Шентпетра (1573) била је део хрватскословеначке сељачке буне 1573.

## Увод

### Буна
Хрватско-словеначка сељачка буна 1573. избила је као последица тешког положаја хрватских и словеначких кметова у каснијем раздобљу феудализма. Племство и свештенство, на које се у борби против Турака и кметова ослањала краљевска власт, уживало је привилегије и сва политичка права, док је сасвим бесправно сељаштво сносило све пореске терете државе и цркве, посебно тешке урбаријалне намете властеле (кулук, тлака). Уз то, сељаштво је највише било изложено пустошењима Турака, па је подносило и знатан терет борбе против њих.
Устанак је избио 29. јануара 1573. истовремено у целом Хрватском Загорју и јужно од Саве на подручју: Мокрице, Самобор, Окић, Јастребарско, а у Штајерској од Бизељског до Подчетртка, ширећи се према Брежицама. Грегорић је са одредом освојио Цесарград уз помоћ бизељских кметова.

#### Поход у Штајерску
Буна словеначких кметова, под вођством бравара Павла Штерца и обућара Кукеца, проширила се 1. фебруара од Куншперка до Пилштања. Грегорић је 2. фебруара допро са одредом до ушћа Сутле у Саву, овладао прелазима код Мокрица и 3. фебруара упао у Брежице, не заузевши тамошњи замак. Продужио је за Видем, ојачан брежичким кметовима; Кршко му се предало 4. фебруара без борбе и одатле је упутио јачи део (преко 2.000 људи) под капетаном Николом Купинићем долином Крке према Новом Месту, ради окупљања тамошњих словеначких кметова и придобијања сељака и ускока у Жумберку и Метлики. Грегорић је са 5-6.000 људи наставио наступање левом обалом Саве према Севници. Устанак је захватио и кметове око Пазина, на Красу и око Шкофје Локе, а бунтовно расположење проширило се и до Горице, Камника, Птуја и захватило горњу долину Муре и Међимурје. Међутим, капетан Јосип Турн са 500 ускока из Костањевице поразио је 5. фебруара одред Николе Купинића код Кршког, који се делом повукао у град. Пораз је имао за последицу нагло осипање устаника у Крањској и Штајерској.

### Хрватска војска у 16. веку
Хрватску војску средином 16. века (након 1553) чинила су 3 дела:
- стајаћа, плаћеничка војска у Војној крајини, под командом Врховног Капетана (нем. оberster Feldhauptman), а од 1569. двојице потпуковника (нем. Oberstlieutnant) (за Хрватску и Славонију) које поставља лично краљ: 4.200 најамника (200 оклопних коњаника-аркебузира, 1.000 немачких и 1.000 домаћих пешака-харамија о трошку краља и сталежа Крањске и Штајерске, 600 лаких коњаника (хусара) и 400 харамија о трошку бана, и још 1.050 војника о трошку Врховног Капетана-који је морао бити знатан великаш). Осим тога, сво становништво Војне крајине било је ослобођено феудалних намета и подељено у војводства, која су у случају узбуне давала још 30-40 чета неплаћене народне војске-око 2.000 харамија и 500 хусара. Пешаци крајишке војске називали су се харамијама или ускоцима, и били су већином наоружани ватреним оружјем; од 3.000 харамија у Војној крајини у 16. веку, плаћених пребега (ускока) било је око 1.000, остатак су чинили домаћи људи.[5]
- феудална војска, тзв. бандерије, коњички одреди бана и појединих великаша. Хрватска је 1492. имала 20 бандерија (по 500 људи) са око 10.000 коњаника. Због турског освајања, средином 16. века број бандерија је спао на 12, а њихова величина на 400 људи (200 оклопника и 200 хусара)-укупно мање од 5.000 коњаника: после пораза у бици на Крбавском пољу 1493., ниједан великаш осим бискупа, кнезова Зринских и Франкопана није могао да скупи потпуну бандерију.[6]
- општи позив, тзв. општи, земаљски или пучки устанак (лат. insurrectio, generalis expeditio), на који се мора лично одазвати сваки племић и слободњак, и опремити 1 коњаника (са копљем, мачем и штитом) на 10 кметовских димњака, а на сваки димњак по 1-2 пушкара или стрелца.[6]

### Супротстављене снаге
Пошто је сељачка буна у суштини била грађански рат у Хрватској, то су се на бојиштима сукобили разни делови хрватске војске. На бојишту код Шентпетра, побуњени хрватски и словеначки сељаци сукобили су се са феудалном коњицом из Цеља. Тако се заправо кметски део општег позива Краљевине Хрватске сукобио са штајерским бандеријама, које су биле организоване слично као у Хрватској.

#### Господа
Цељски капетан Јурај Штратенбах имао је под својом командом једну до две бандерије штајерске феудалне коњице: свака бандерија (као и у Хрватској), имала је по 200 оклопних и исто толико лаких коњаника (хусара). Тако је на страни племића могло бити од 400 до 800 коњаника.

#### Побуњени сељаци
Неки извори тврде да је приликом поделе устаника у Видему 5. фебруара већи део (преко 2.000) пошао са Купинићем у Кршко (где су истог дана разбијени), што би Илији Грегорићу оставило свега 1.000-2.000 људи. Са друге стране, други извори наводе да је са Грегорићем остала већина, дајући му чак 5-6.000 људи. Мада, имајући у виду кратко трајање битке и мале губитке племића, овако велика бројчана предност кметова не чини се вероватном.
Већина кметова имала је бар неког ратног искуства, служећи у општем позиву против Турака као пешаци-копљаници и пушкари (по 1-2 из сваке куће) и лаки коњаници (по 1 на 10 домова). Такође, стубички и суседградски кметови борили су се у служби Хенинговаца у њиховом приватном рату против Тахија и бана Петра Ердедија: тако су Хенинговци наоружали 800 kmетова за освајање замка у Стубици (27. јануара 1565), а подбан Амброз Грегоријанец наоружао је чак 3.000 kmетова за битку против банске војске код Суседграда (3. јула 1565.-коју су кметови мимо свих очекивања добили.). Међутим, у тренутку побуне, највећи део оружја и муниције сељачке народне војске био је ван домашаја побуњеника-у утврђеним замковима господара. Једини замкови освојени током буне били су Цесарград (пао 29. јануара) и Кршко (предало се 4-5. фебруара), где су кметови свакако заробили нешто пушака, сабаља, копаља и неколико (8—10) лаких топова-лубарди. Међутим, оружје из Цесарграда подељено је између Грегорићеве и Гупчеве војске у Стубици, а оно из Кршког између Грегорићевог и Купинићевог одреда, а муниције и барута било је мало. Према томе, већина сељака били су пешаци наоружани секирама, млатовима и косама, са нешто пушака (и врло мало муниције), а највише 10% могли су се борити као лаки коњаници (свакако са непотпуном опремом). У недостатку пушака, лук и стрела још увек су били популарно оружје кметова у народној војсци (општем позиву).

## Битка
Пошто је дознао за пораз код Кршког, Грегорић је скренуо према селу Планини, где се налазила Штерцова група, али због лажне вести о упаду Турака у Штајерску, штајерски устаници су се разбегли, а Штерца је заробио управитељ властелинства. Пошто није успео да ослободи Штерца, Грегорић је одступио долином Бистрице преко Пилштања према Загорју. Код Шентпетра (данас Бистрица на Сутли), сустигли су га 8. фебруара штајерски феудални коњаници под цељским капетаном Штратенбахом и разбили му одред. Грегорић са Михајлом Гушетићем упутио се на коњима према турској граници, али га харамије ухвате код Иванић-града.

## Последице
Након овог пораза устанички покрет у Штајерској био је угушен, и устаници у жаришту буне у Доњој Стубици остали су сами против читаве војске хрватског племства.